# Regionalpark-Turm
Der Regionalpark-Turm ist ein 41 m hoher Aussichtsturm unweit des Besucherzentrums des Regionalparkportals an den Weilbacher Kiesgruben nordöstlich von Weilbach im hessischen Main-Taunus-Kreis.

## Geschichte
Neben dem 2011 eröffneten Regionalparkportal zum Regionalpark Rhein-Main war bei dessen Planung auch der Bau einer weithin sichtbaren Landmarke vorgesehen, die in direktem Bezug zum Regionalpark und dessen naturverbundener Ausrichtung stehen sollte. So wurde 2012 nach den Plänen des Architekten Peter Karle der Regionalparkturm errichtet, der mit seiner Gesamtgestalt als Großfigur angelegt ist, die beim Betrachter Assoziationen und Deutungen im Bereich Naturformen nahelegen und verschiedene Deutungen wie Blüte oder Knospe ermöglichen sollte. Finanziert werden sollte das, wegen der Beteiligung der Fraport Stiftung im Vorfeld sogar als „Turm des Bösen“ bezeichnete, 500.000 €-Projekt durch die Regionalpark-Pilot GmbH mit 160.000 €, die Regionalpark Ballungsraum GmbH mit 170.000 €, das Land Hessen mit 102.000 € und die Fraport AG mit 68.000 €.
2013 verlieh die Gruppe Wiesbaden des Bundes Deutscher Architekten (BDA) dem Regionalpark-Turm die Johann-Wilhelm-Lehr-Plakette für ausgezeichnete Architektur in Hessen.

## Beschreibung
Der Regionalpark-Turm ist eine moderne Stahlkonstruktion mit Holzverkleidung. Der Grundriss am Fuß des Turms ist ein langgezogenes unsymmetrisches Sechseck, dessen Längsachse in etwa südöstlich-nordwestlich ausgerichtet ist. Durch den an der Nordwestseite befindlichen Eingang, von dem eine anfangs geradläufige Metalltreppe mit schrägem Überbau in den Turm führt, ist dieser Teil deutlich länger als der leicht bauchig gestaltete auf gegenüberliegenden Seite. Die tragende Konstruktion im Kern des Turms, die den weiterführenden linksdrehenden Treppenaufgang in Rechteckform umschließt, besteht aus acht in Fachwerkbauweise verbundenen Stahlstützen und zwei weiteren, mittig außerhalb des Rechtecks stehenden Stützen, wodurch sich die äußere Sechseckform ergibt. An der Außenseite sind Holzbalken angebracht, an denen wiederum Holzlamellen befestigt sind, die dem Turm seine besondere äußere Gestalt geben.
Der Treppenaufgang besteht aus 17 Teilabschnitten zu je 10 Stufen und 16 Zwischenpodesten. Die unteren 30 Stufen führen geradläufig zu einem Zwischenpodest an der Südostseite, die folgenden 140 Stufen linksläufig zur 27 m hoch liegenden Aussichtsplattform. Der schräg ansteigende Überbau des unteren Treppenaufgangs erreicht den senkrechten Korpus in knapp 10 m Höhe. Nach weiteren 30 Stufen befindet sich an der Oberkante der bauchigen Ausladung an der Südostseite des Turms in ca. 14,5 m Höhe eine rechteckige Öffnung in der Lamellenfassade, die einen Ausblick in Richtung Weilbacher Kiesgruben und Frankfurter Flughafen ermöglicht. Nach insgesamt 140 Stufen ermöglicht eine Öffnung auf der Nordwestseite einen Ausblick auf das Regionalparkportal und den Taunus. Nach 170 Stufen erreicht man die nach Südosten aus dem Turm herausragende Aussichtsplattform, in deren Boden eine Glasplatte eingelassen ist. Von hier kann man den gesamten Bereich des Regionalparks von der Mainmündung im Westen bis weit hinter Frankfurt im Osten überblicken.
Das markanteste Merkmal des Regionalpark-Turms sind die vier, hoch über die Plattform aufragenden Spitzen. Diese sind außen ebenfalls mit Holzlamellen belegt. Auf der zur Plattform gerichteten Seite sind diese mit gelb gestrichenen Holzplatten versehen. Jene werden bei Dunkelheit durch zwei seitlich der Plattform angebrachte Lampen angestrahlt. 
Außerhalb der Öffnungszeiten ist der Zugang zum Turm mit einem Rollgitter verschlossen.

## Fotos

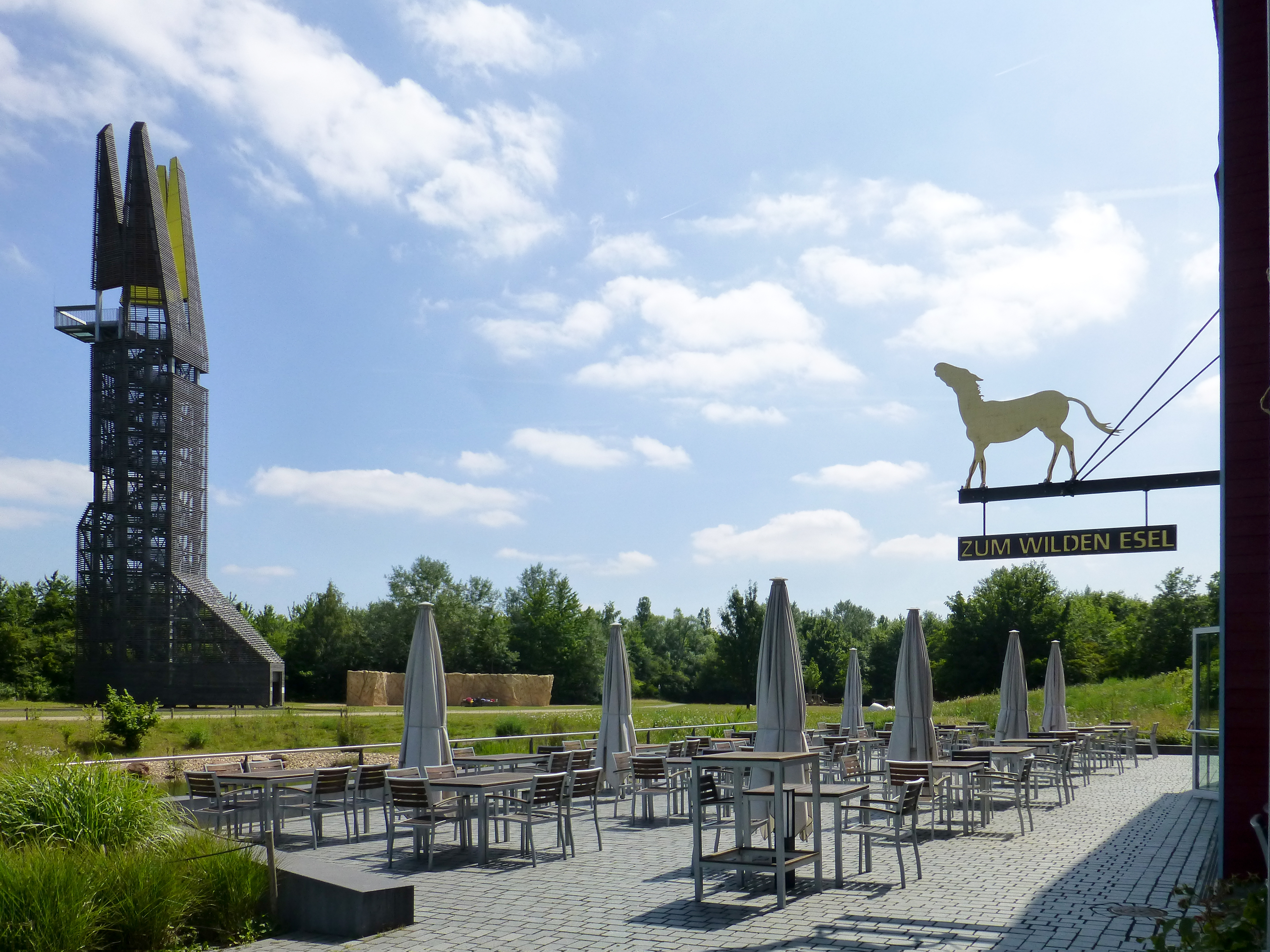
Blick vom Regionalpark-portal zum Regionalpark-Turm
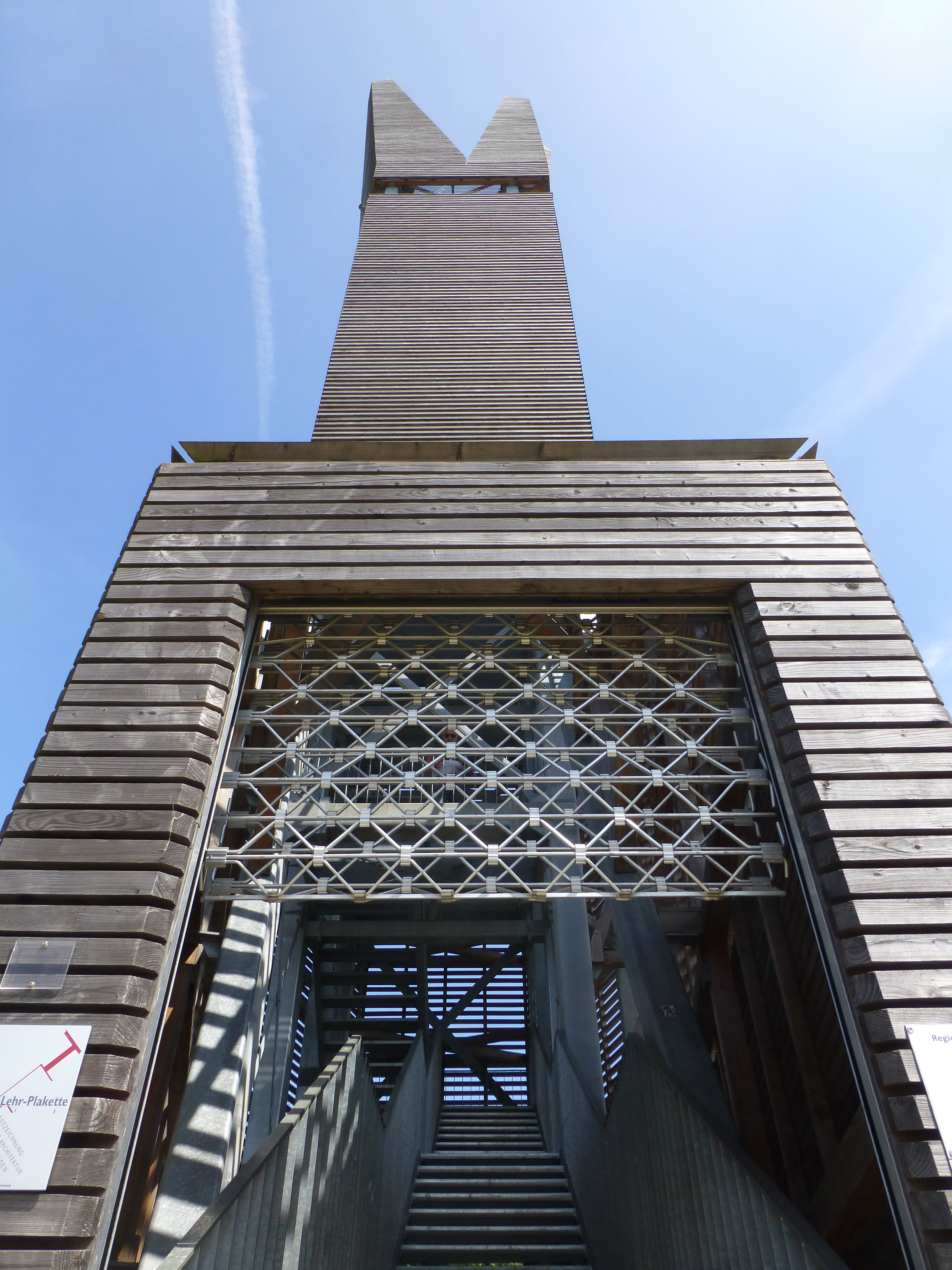
Eingangsseite mit Treppenaufgang
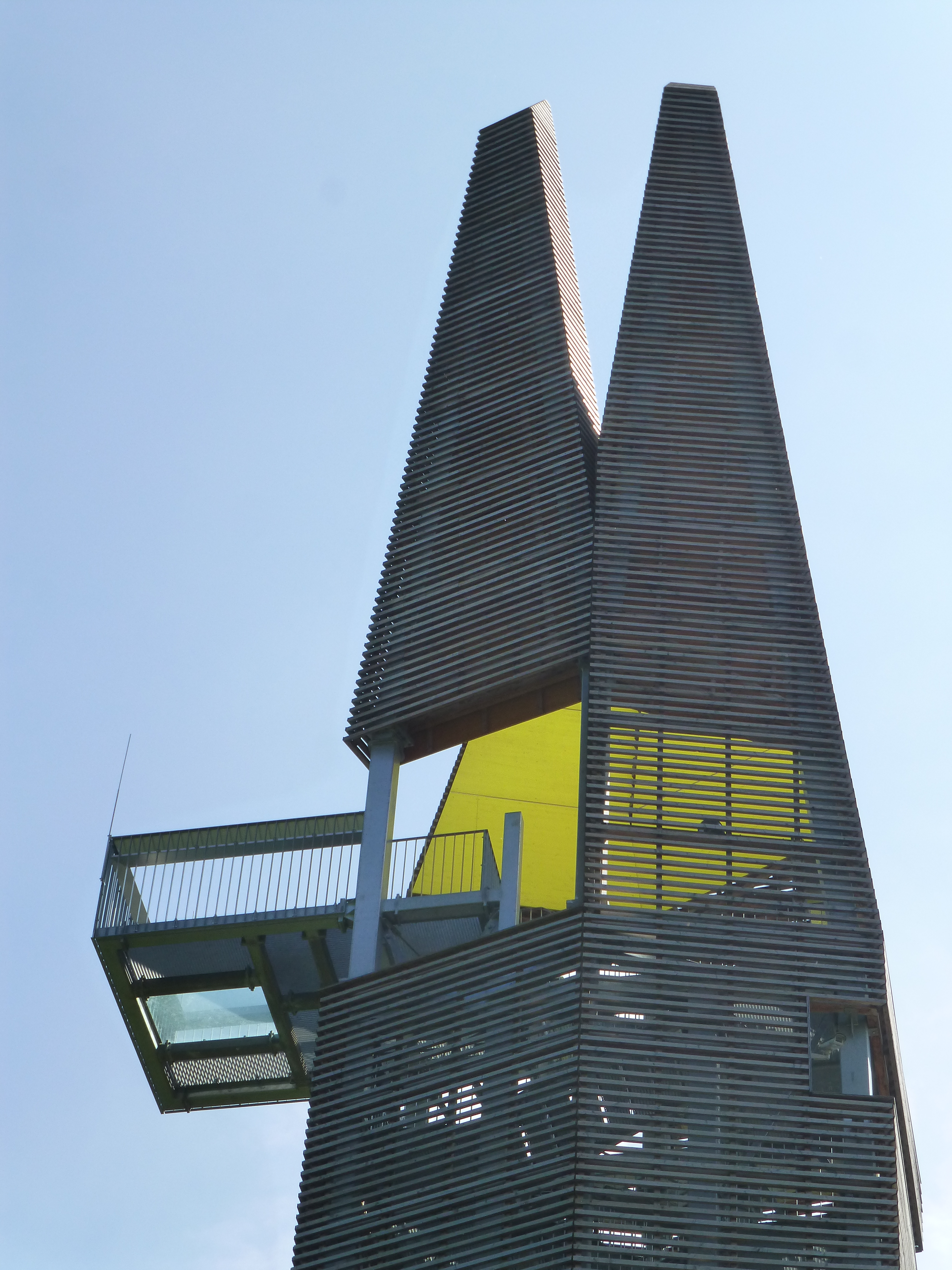
Aussichtsplattform und Turmspitzen
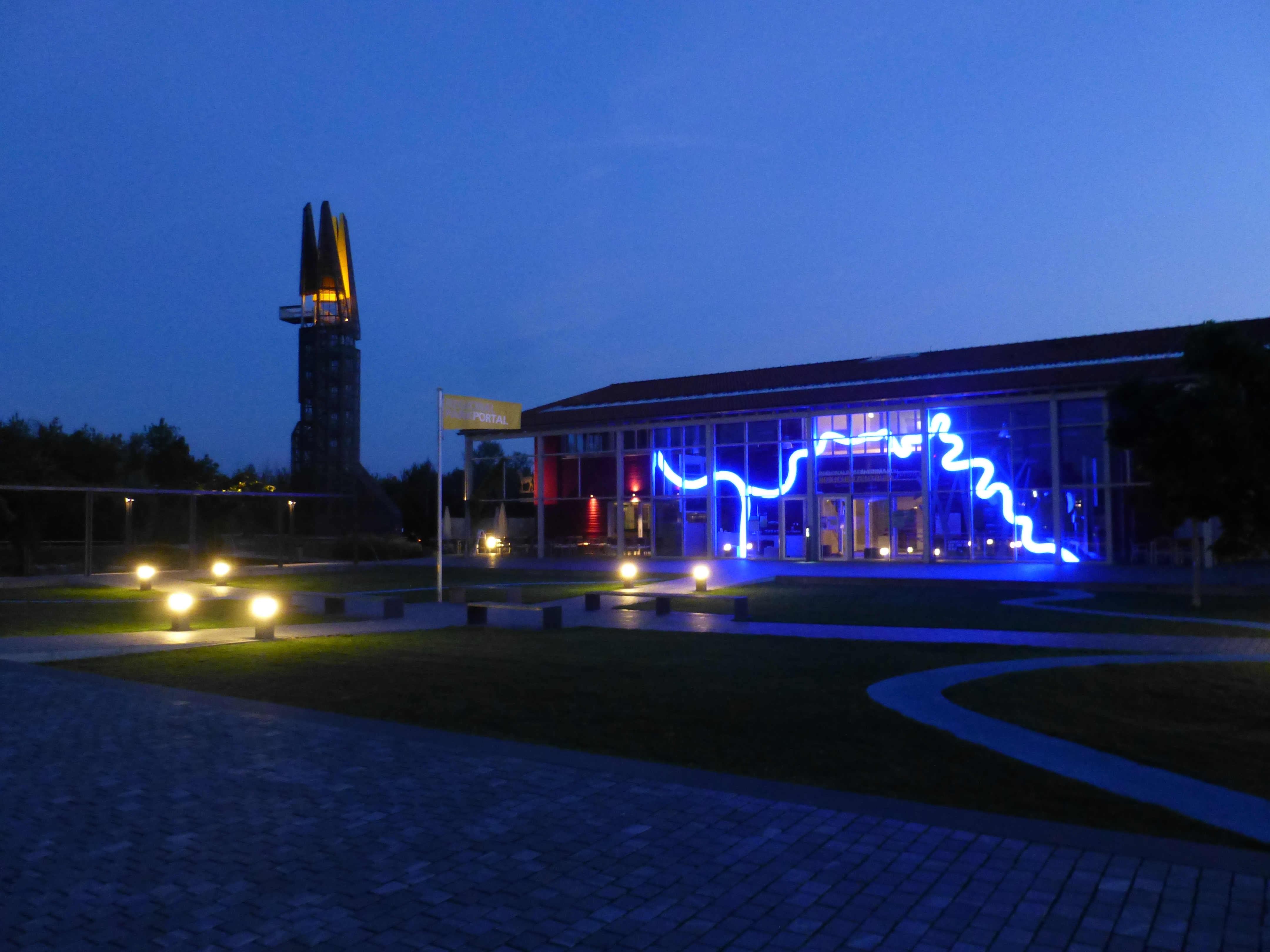
Abendstimmung am Regionalparkportal